# Самира Негруш
Самира Негруш (на френски: Samira Negrouche) е франкофонска алжирска писателка и поетеса.

## Биография
Самира Негруш е родена на 13 септември 1980 г. в Алжир. Лекар по образование, тя живее в Алжир. През последните години е изцяло посветена на творческите си проекти.
Негруш е известна предимно с нейната поезия, но и с нейната проза. Също така организира поезия и интердисциплинарни събития. Превежда съвременни поеми главно от арабски и английски език. Занимава се с интердисциплинарни проекти с музика, театър и визуални изкуства. Нейните книги са публикувани както в Алжир, така и във Франция.
Автор на няколко стихосбирки, сред които „Не е слабост да се каже“, „Космическа опера“, „В сянката на Гранада“, „Джазът на маслините“ и др. Превежда от арабски на френски език, предимно съвременна поезия. Привърженик на мултидисциплинарното художествено сътрудничество като начин за прекосяване на границите, тя редовно участва в четения и пърформанси с творци от редица области: театър, видео, фотография и изобразително изкуство.
Негруш получава стипендия от Националния център на френската книга, за да реализира литературна резиденция между 2004 и 2005 г. Поканена е и в къщата на Артюр Рембо в Шарлевил-Мезиер. През 2012 г. тя е съставител на сборник със съвременна алжирска поезия, написана на френски език, издаден от издателство l'Amandier под заглавието „Quand l'Amandier refleurira“.
Организатор е на ежегодния фестивал „На границите на поезията“ в Алжир и е член на Международния комитет на фестивала „Глас на Средиземноморието“ в Лодев, Франция (2008 - 2015). Самира Негруш е генерален секретар на алжирския ПЕН клуб и създател на „Кадмос“ – асоциация за съхранение на средиземноморското културно наследство. Превеждана е на испански, италиански, гръцки, английски и български език.
Първата нейна стихосбирка, преведена на български език, излиза на книжния пазар през 2015 г. под заглавието „Монолози на жасмина“ (Small Station Press, 2015, превод Красимир Кавалджиев.) Тя се състои от пет части, като „Ако трябваше да се намери смисъл“, „Истината на природата“ и „Седем кратки монолога на жасмина“ са били поместени в различни колективни тематични сборници, а „Кафе без захар“ и „Да измислиш словото?“ са подбрани фрагменти от стихосбирката „Джазът на маслините“. 

## Произведения
- Faiblesse n’est pas de dire… Algiers (2001)
- L’opéra cosmique, Algiers (2003)
- Iridienne, Echalas (2005)
- A l'ombre de Grenade (2003)
- Cabinet secret (2007)
- Le Jazz des oliviers (2010)
- Quand l'Amandier refleurira (2012)
- Six arbres de fortune autour de ma baignoire (2017)
- Quai 2I1 (2019)
- Alba Rosa (2019)

На български език
- Монолози на жасмина – стихосбирка, изд.: „Смол Стейшънс Прес“, София (2015), прев. Красимир Кавалджиев